# Альпінія (ботанічний сад)

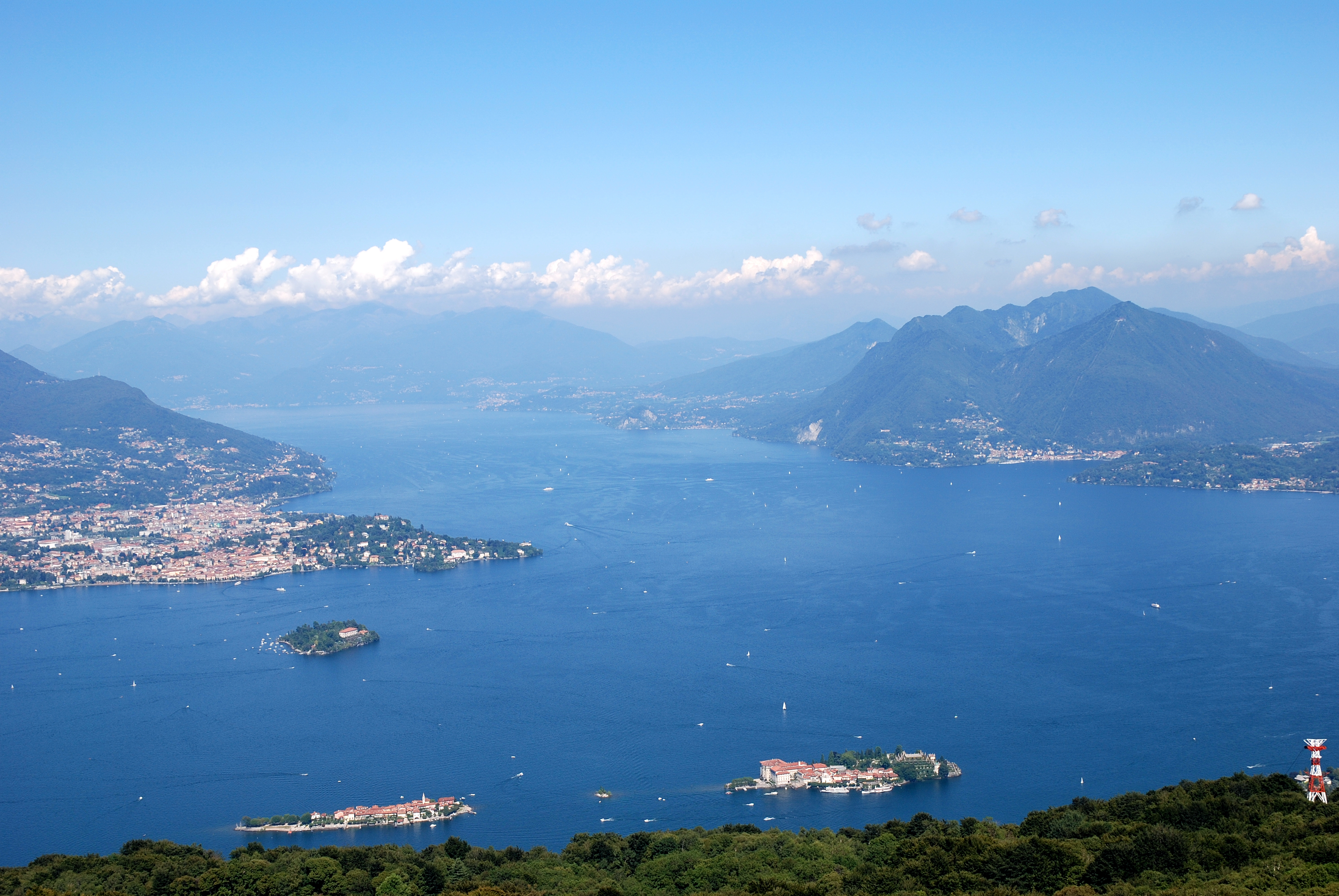

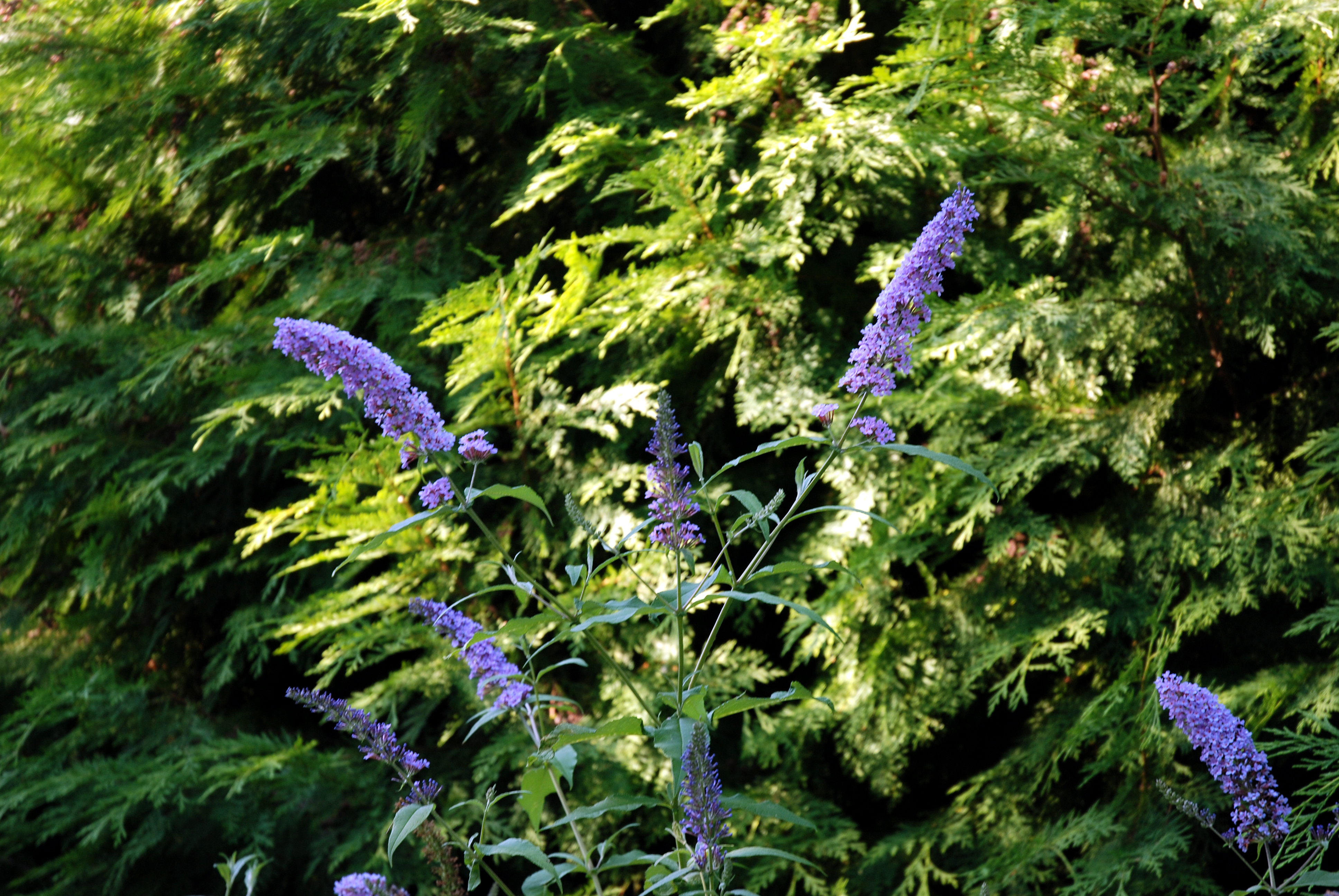

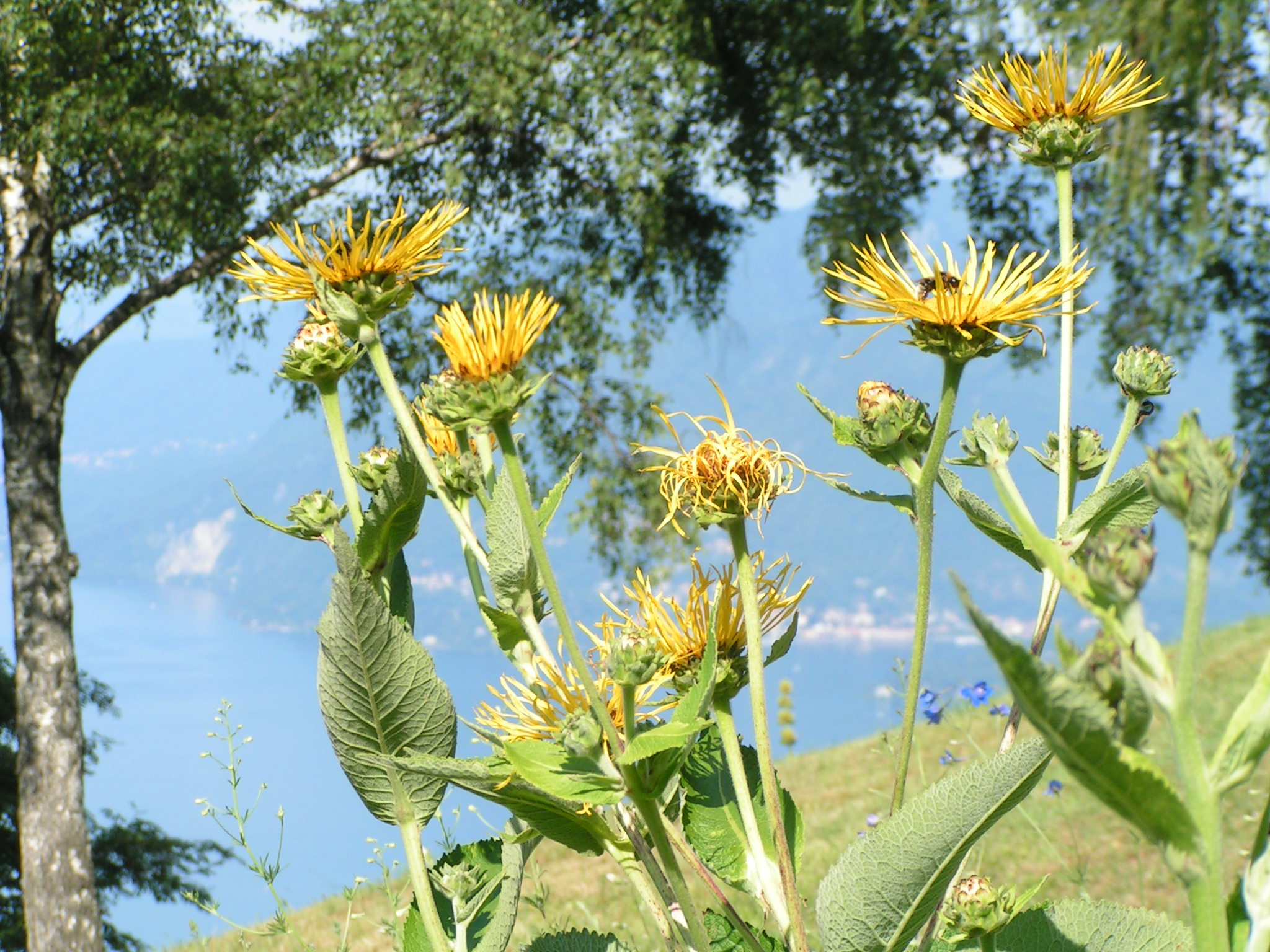
Ботанічний сад на фоні озера Маджоре

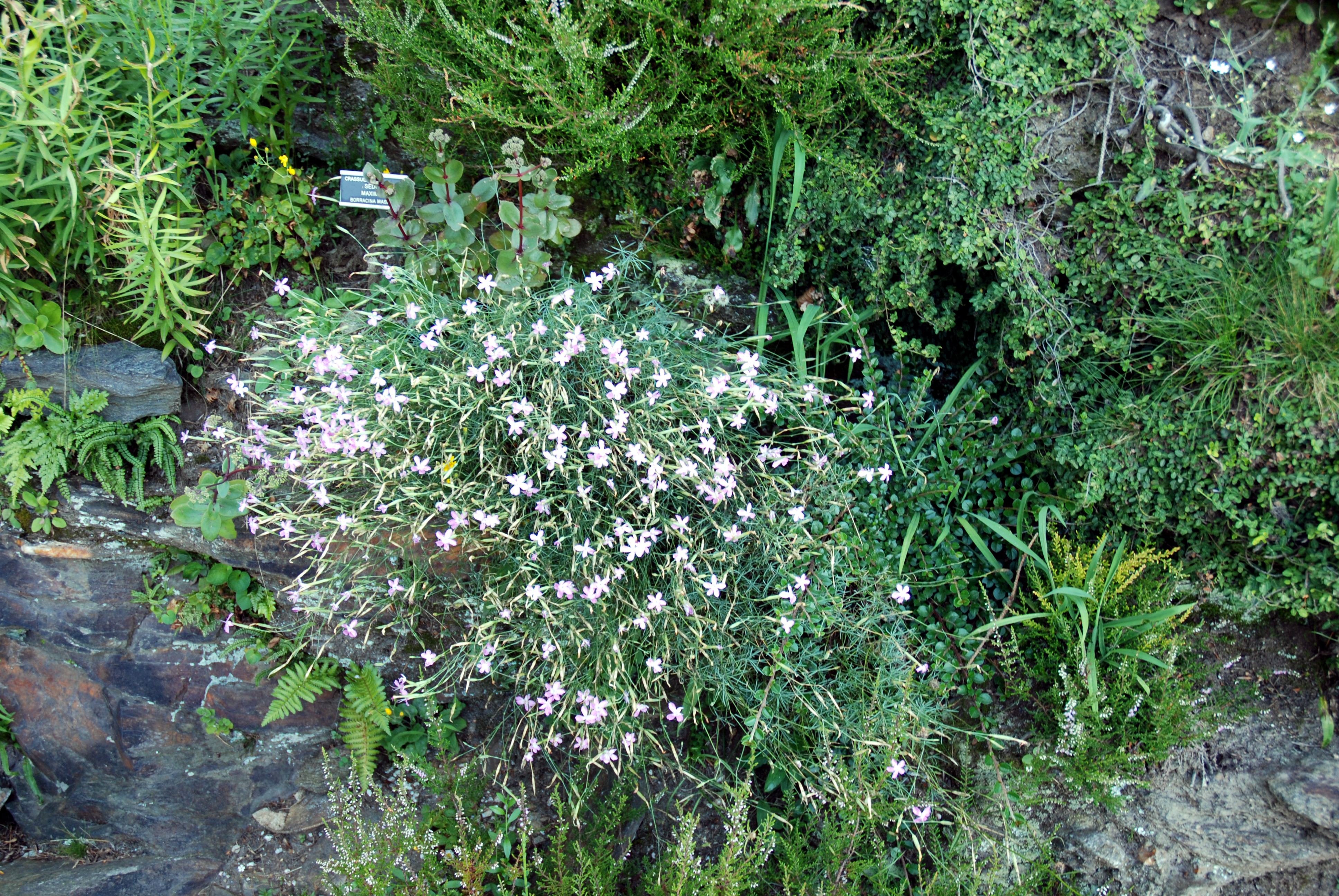

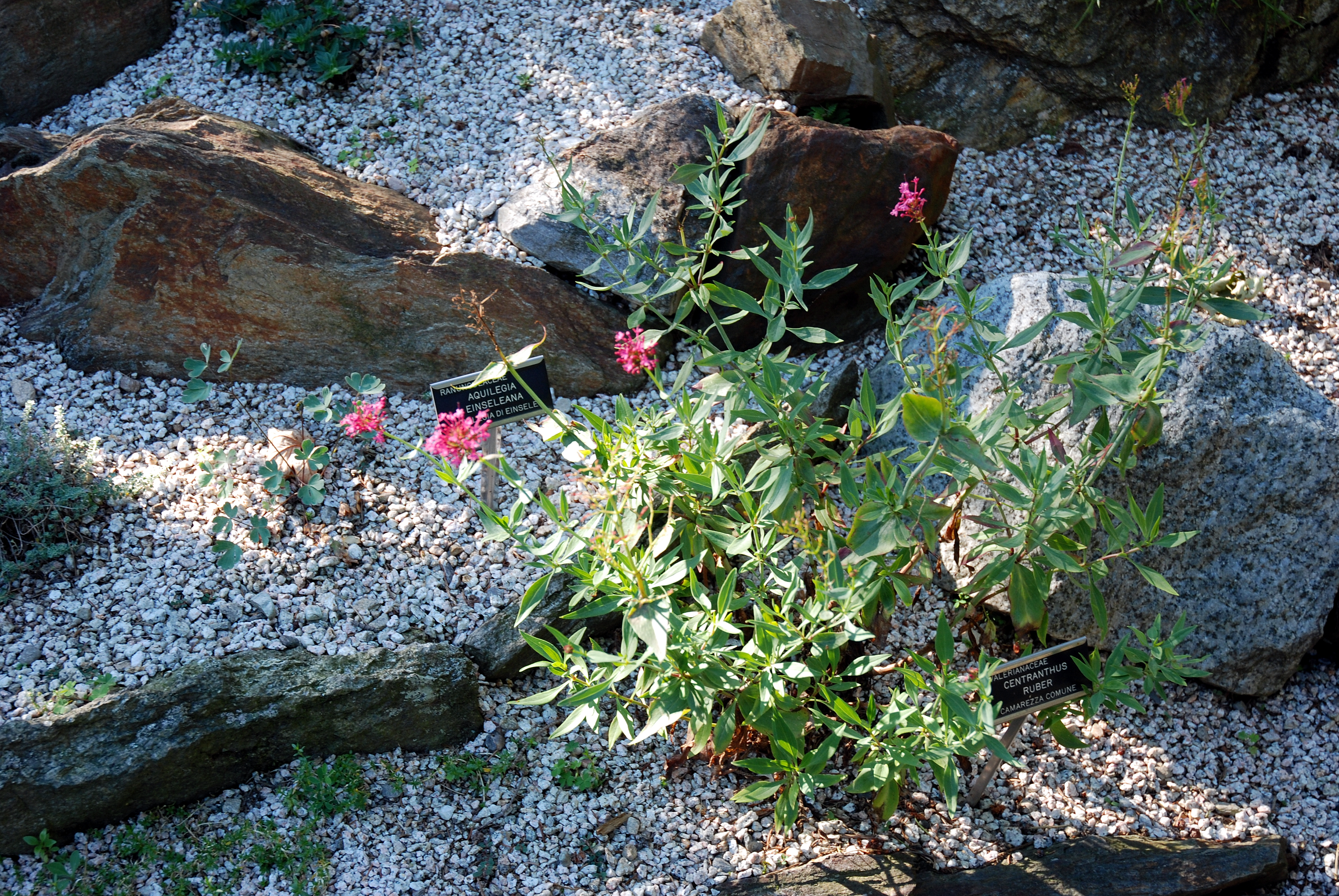

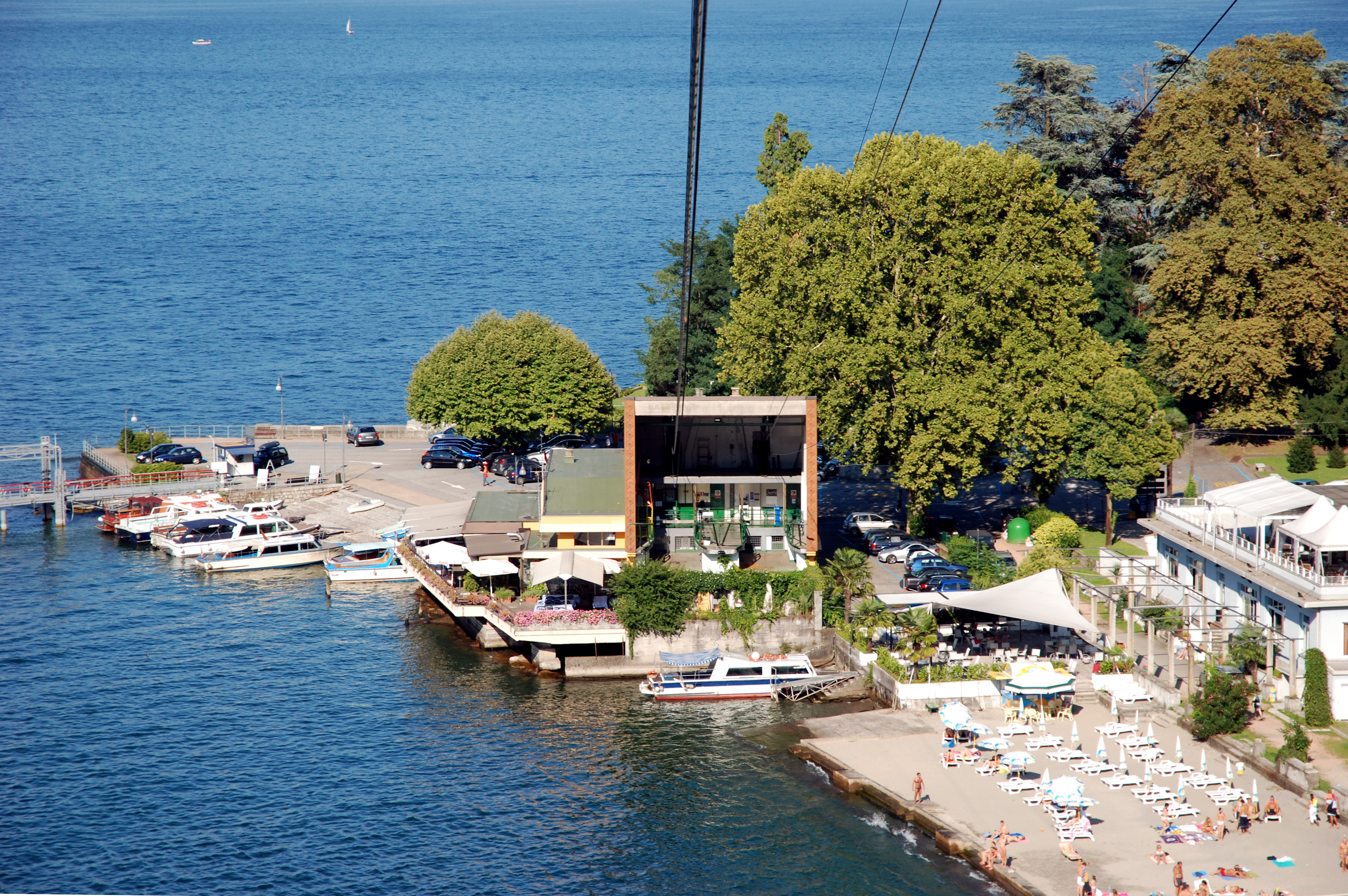

Ботанічний сад «Альпінія» (Giardino Botanico Alpinia) — ботанічний сад (4 га), що спеціалізується на альпійських рослинах, розташований на висоті 800 м над Стрезою поблизу озера Маджоре, провінція ВКО, регіон П'ємонт, Італія. Відвідати парк можна завдяки канатній дорозі з маршрутом Lido di Carciano — Alpino — Mottarone.
Сад з прекрасним видом на озеро Маджоре і навколишні гори був створений в 1934 р. і названий Duxia. Сьогодні він містить близько 1000 видів рослин, в основному з альпійських і передгірних зон, а також - з Кавказу, Китаю і Японії. В колекції є полин (Artemisia — A. atrata, А. Borealis, А. Campestris, А. chamaemelifolia, А. genipi, А. Umbelliformis, А. vallesiaca), дзвіночки (Campanula — С. bononiensis, С. excisa, С. Glomerata, C. spicata, С. thyrsoides), волошки (Centaurea — C. bracteata, C. cyanus, C. montana, C. phrygia, C. scabiosa, C. triumfetti), гвоздика (Dianthus — D. alpinus, D. carthusianorum, D. seguieri, D. sylvestris), герань (Geranium — G. argenteum, G. macrorrhizum, G. phaeum, G. pratense, G. sanguineum, G. sylvaticum), і смілка (Silene — S. alpestris, S. dioica, S. rupestris, S. saxifraga, S. vallesia).
Додаткові види розташовані вздовж прогулянкових стежок. Тут можна помітити явір (Acer pseudoplatanus), очерет (Arundo Donax), березу пухнасту (Betula pubescens), рокитник звичайний (Cytisus scoparius), бук лісовий (Fagus sylvatica), крушина ламка (Frangula alnus), ясен звичайний (Fraxinus excelsior), яловець звичайний (Juniperus communis), Laburnum anagyroides, плакун верболистий (Lythrum salicaria), Sorbus aria, горобина звичайна (S. aucuparia), півники болотні (Iris pseudacorus), півники сибірські (I.sibirica), незабудки болотні (Myosotis scorpioides), верба (Salix), Scirpus sylvaticus, Silphium perfoliatum і рогіз широколистий (Typha latifolia).
На відрізку Стреза — Моттароне можна спостерігати за Androsace vandellii, Campanula glomerata, Gentiana asclepiadea, G. kochiana, G. Kochiana, G. purpurea, Hypochoeris uniflora, нарцис поетичний (Narcissus poeticus), Primula hirsuta, Rhododendron ferrugineum, купальниця європейська (Trollius europaeus) і чемериця біла (Veratrum album).

## Дивись також
- Ботанічний сад
- Перелік ботанічних садів Італії
- Список ботанічних садів